# Santovka
Santovka je obec na Slovensku ležící v okrese Levice v Nitranském kraji. Žije v ní 655 obyvatel. V obci se nachází termální prameny a koupaliště.

## Historie
V roce 2011 zde archeologové Masarykovy univerzity našli zbytky keramiky, pocházející z období kolem 5800 let př. n. l., vyrobené lovci-sběrači, nikoliv prvními zemědělci. V oblasti střední Evropy nebyly dosud nalezeny žádné keramické nádoby z tohoto období.
První písemná zmínka o vesnici pochází z roku 1269 jako Zanthow, později se v pramenech objevuje pod názvy Zanto (1315), Szantho (1773), Santow (1808), Santovka (1948), maďarsky Szántó. Katastr obce byl osídlen již v paleolitu. Již od roku 1742 se využívaly zdejší prameny k lázeňské léčbě. V polovině 20. století byla vybudovaná plnírna minerálních vod a obec se stala známou v celém Československu. Obě části obce se spojily v roce 1964 a používají společný název Santovka.

## Přírodní poměry
Obec leží na Ipeľské pahorkatině v údolí potoka Búr. Podloží je tvořeno třetihorními sedimenty, andezity a ostrovy vápenců. V dolině vyvěrají termální prameny o teplotě 28 °C, které se léčebně využívají. Mají složení podobné mořské vodě s vyšším obsahem vápníku a sirovodíku. V katastrálním území obce leží přírodní památka Travertínová kopa.

## Části obce
- Santovka
- Malinovec (do roku 1948 zvaný Maďarovce), podle kterého je pojmenována maďarovská kultura starší doby bronzové

## Pamětihodnosti
- kostel barokní z roku 1755
- pozdně barokní kurie z poloviny 18. století
- barokně-klasicistní kurie z 18. století
- travertinový lom – chráněná archeologická lokalita
- pavilón (filagória) –  eklekticiský pavilon z výstavy v  Budapešti (1985), od roku 1993 kulturní památka[5]